# Государственный бюджет Норвегии

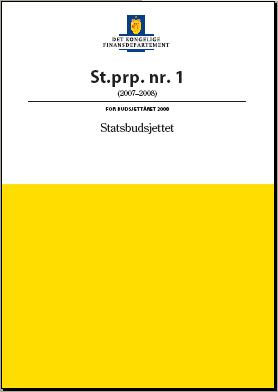
Предложение Правительства Норвегии о государственном бюджете на 2008 год (так называемый Доклад № 1). Неофициально именуется «Жёлтой книгой» из-за использования на обложке жёлтого фронта

Государственный бюджет Норвегии — финансовый документ принимаемый парламентом Норвегии, в котором предусматриваются пределы расходов норвежского государства и прогнозируемые доходы на календарный год. Бюджет даёт правительству и государственным учреждениям возможность проводить в стране необходимую финансовую политику и устанавливает принципы расходования публичных денежных средств. Он также устанавливает ставки для взимания налогов и сборов и определяет общий доход Норвегии в соответствующем финансовом году, за счёт чего страна будет существовать и исполнять государственные функции.
Утверждение государственного бюджета является важнейшей законодательной задачей Стортинга. Бюджет принимается на основании раздела 75d Конституции Норвегии, согласно которой к полномочиям Стортинга отнесено решение вопросов о выделении сумм, необходимых для покрытия государственных расходов. 
Вопрос о принятии государственного бюджета на следующий финансовый год (с 1 января по 31 декабря) Стортинг начинает рассматривать сразу после возвращения с летних каникул. В течение шести дней после начала парламентской сессии правительство готовит своё финансовое предложение по основным параметрам бюджета, на заседании парламента с докладом выступает министр финансов с обозначением основных приоритетных задач и мероприятий (так называемый Доклад № 1). Прежде чем поступить в Стортинг, законопроект о бюджете проходит согласование во всех государственных органах и учреждениях, по итогам чего формируется сводный проект бюджета, который в том числе утверждается королём в Государственном совете.
В Стортинге законопроект о бюджете поступает в постоянный комитет по финансам, который обязан изучить предложенные параметры доходной и расходной части будущего бюджета. Кроме этого он координирует всю работу в этом направлении, совместно с комитетом по регламенту рассылает проект во все остальные комитеты Стортинга и должен собрать и проанализировать их предложения и замечания. Замечания и рекомендации комитета по финансам должны быть рассмотрены на пленарном заседании Стортинга не позднее 20 ноября, рекомендации остальных постоянных комитетов по статьям расходов курируемых их отраслей — до 15 декабря.
После рассмотрения на пленарном заседании всех рекомендаций своих постоянных комитетов Стортинг проводит голосование и принимает решение об основных параметрах бюджета. Принятое решение о бюджете подлежит размещению на официальном сайте Стортинга. В течение оставшегося года заинтересованные ведомства могут предлагать свои изменения и дополнения в бюджет, которые рассматриваются Стортингом в весеннюю сессию. Король со своей стороны также вправе внести своё сводное предложение по бюджету до 15 мая. В срок до второй пятницы июня комитет по финансам может скорректировать свою позицию по бюджету, позднее указанной даты Стортинг никакие замечания уже не принимает. Окончательное решение по бюджету принимается до окоченения весенней сессии Стортинга. Бюджет принимается в форме пленарной резолюции, а не закона, поэтому он не подлежит санкционированию со стороны короля.
Если существует правительство большинства, бюджет обычно принимается без особых изменений. В случае правительства меньшинства, которое, начиная с 1970-х годов для Норвегии являлось скорее правилом, чем исключением, правительственная партия должна вести переговоры с достаточным количеством оппозиционных партий, чтобы передать его в законодательный орган. Ответственность за проверку параметров бюджета и счетов лежит на Канцелярии Генерального ревизора Норвегии.
Весной, после того как финансовый год окончится, Министерство финансов Норвегии готовит государственный отчёт об исполнении бюджета (Доклад № 3). В отчёте бюджетные счета подразделяются на счета ассигнований и счета капитала активов и пассивов государства (баланс). Он показывает каким образом денежные средства были потрачены в прошедшем финансовом году и как изменился баланс капитала, являлись ли расходы эффективными и соответствовали ли они целям государственной политики. Контроль за исполнением государственного бюджета осуществляет Стортинг.